# Covei, Dolj
Covei este un sat în comuna Afumați din județul Dolj, Oltenia, România.

## Geografie
Este un sat de câmpie, așezat în Câmpia Olteniei, în porțiunea numita câmpia Desnățuiului sau a Băileștilor, la 12 kilometri de Dunăre. De aici, în zilele senine, se văd munții Balcani.
Altitudinea satului variază între 47 și 49 de metri desupra nivelului mării, în valea pârâului Balasan fiind de numai 43 de metri.
Satul ocupă marginea unui platou cu marginile ondulate, margini care vin  din direcția V-NV, dinspre Băilești și coboară ușor spre SE. Diferența de nivel dintre platou și vale este mică, de numai 5-6 metri. Prin această vale, cu o lărgime  variabilă, punctul cel mai îngust fiind în marginea de sud a satului, curge un rîu mic, de câmpie, numit când Balasan, când Cilieni, în zona Băilești, când Sărăceaua pe lângă Covei. În trecut forma o mulțime de meandre și lega între ele o sumedenie de lacuri și de bălți, desecate în anii 1970. În prezent este numit pur și simplu Canal deoarece a fost canalizat parțial prin anii 1930 lângă Covei și spre sfârșitul anilor 60, de la Băilești către vărsarea sa în balta Călugăreni, lângă Bistreț. Apa sa este poluată de către canalizarea orașului Băilești, pe care îl traversează. Cât timp a existat complexul de porci de lângă acest proaspăt municipiu, apa rîului a fost de-a dreptul pestilențială.Până în 1970 a avut o apă limpede și curată iar vara, în lunile iulie-august, când era secetă, seca, rămânînd doar salba sa de lacuri.Acum nu mai seacă vara, dar este murdar.
La nord de sat de află un brâu din dune de nisip alb, zburător, lat de câteva sute de metri, ce se întinde de la răsărit, dinspre Urzicuța, până dincolo de Băilești. Acest nisip a fost modulat de către vânturile predominante, ce au direcția est-vest iarna și invers vara, formând dune cu diferențe de nivel mari între creastă și vale. Acestea au fost fixate prin plantarea de salcâmi prin 1890, plantații ce constituie azi pădurea Coveiului și pădurea Băileștilor.
Pe la nord de sat trece Canalul Magistral, parte a unui sistem grandios de irigații, construit prin anii 1968-69, și care nu mai funcționează, fiind devastat. Direcția lui este dinspre Băilești, V-NV, mergând către Urzicuța, spre E. Împreună cu Balasanul formează un fel de V, cu deschiderea spre E-SE, în mijlocul căruia se găsește satul Covei.
La marginea de sud a satului, dincolo de rîu, sunt două măguri de observație, semnalizare și hotar, ridicate în perioada feudală.Cea dinspre SV se numește Măgura cu Tei, al cărei nume corect a fost alterat în timp, devenind măgura Coteiului, iar spre SE mai sunt rămășițe din măgura de la Sărăceaua, cu care s-a astupat lacul cu același nume.
Din punct de vedere pedologic pământul de pe platou este un cernoziom degradat, cu un strat gros de aproape un metru, foarte bun pentru agricultură, chiar și în anii secetoși. Teribila secetă din anii 1946-47 nu a afectat prea mult recoltele din Covei. După 1970, în urma drenajelor și a desecărilor, stratul de apă freatică a coborât, umezeala din aer s-a redus și efectele negative se observă în starea vegetației.

### Vecinii localității Covei
La nord, localitatea se învecinează cu satul Boureni, la o distanță de 5 kilometri, pe un drum județean(asfaltat abia in 2010) care leagă satele Boureni, Covei și Catane; la NE, cu satul Afumați, centrul comunei, formată din Afumați, Boureni și Covei; la est, ceva mai departe, cam la 15 kilometri, se află comuna Bârca, spre care duce un drum de căruțe, neamenajat, dar important pe vremuri; spre sud, la vreo 3 kilometri este satul Catanele Noi, și încă la alți 2 kilometri, Catanele Vechi;
Spre apus, direcția V-NV, este municipiul Băilești, la vreo 6 kilometri în linie dreaptă.
Până la calea ferată Craiova-Calafat sunt 7 kilometri, la halta Boureni, care a fost mult timp singura legătură eficientă către restul lumii. O altă cale de comunicații ar fi Dunărea, care, în primăverile ploioase, până în 1960, când s-au făcut îndiguirile, își trimitea apele, pe Balasan în sus, până aproape de Covei, de se putea circula cu barca.Din păcate, odată cu apariția tirurilor importanța ei a scăzut dramatic.

## Climă
Despre clima din satul Covei se poate spune că se încadrează tipului climateric al Câmpiei Dunării, adică temperat-continentală, cu veri toride și secetoase, iernile fiind mai umede și uneori geroase.Având în vedere că la Băilești este polul căldurii din România, cu 45 de grade la umbră, apropierea de acest centru devine foarte sugestivă din acest punct de vedere. Vânturile dominante sunt Crivățul, care aduce iarna geruri destul de mari, pe când vara și primăvara bate Austrul cel cald și uscat, poreclit și traistă-goală. Direcția lor este est-vest, respectiv SV-NE.
Evoluția climei din ultimul secol indică o tendință către mai cald și mai uscat. La aceasta pare mai mult ca sigur că a contribuit și factorul antropogen prin desecarea bălților din zonă și a celor din lunca Dunării, pe lângă mult discutata încălzire globală.Dispariția ecosistemului de lacuri și luncă inundabilă, care ajunsese la un echilibru în ultimii 10000 de ani, a avut un clar efect negativ asupra climei.

## Aspect general
Venind pe drumul ce leagă satele Boureni și Catane, prin Covei, pe direcția nord-sud, aproape de sat traversăm Canalul Magistral, în prezent secat și părăsit, cu toate stațiile de pompare devastate. În marginea satului, spre stânga, este cimitirul, dincolo de care, spre răsărit, se întinde pădurea Coveiului, de fapt o plantație de salcâmi, devastată în 1990-91 și refăcută natural.Intrând în sat, după câteva sute de metri, pe stânga, apare școala nouă, clădită în a doua parte a anilor 1960. Drumul cotește apoi în unghi drept spre stânga,către răsărit. Dacă am merge tot înainte, pe drumul de țară, ieșim din sat, prin dosul curților și ajungem în locul numit Capul Dealului, unde a fost satul de bordeie în urmă cu peste 150 de ani.Pe marginea acestui drum este crucea unui accidentat de circulație, zdrobit de carul sub care a căzut în anul 1925.
Ultima casă pe dreapta, înainte de cotitură, este părăsită de zeci de ani, cum au fost multe în sat.După curbă drumul mai înaintează câteva sute de metri, ca apoi să cotească iar în unghi drept, către dreapta, spre sud. În această cotitură se află centrul comercial al localității. Pe stânga, într-o casă mai mare  și veche a fost prăvălia satului, cooperativă în anii socialismului, iar in față – birtul, numit în perioada interbelică mat, de la Monopolul Alcoolului și Tutunului, unde se vindeau sticle de monopol, adică alcool. Mergând tot spre sud întâlnim pe dreapta un părculeț, cu biserica mai în spate, iar vis-a vis, un tăpșan, lângă care este clădirea fostei primării și un modest monument pentru cei căzuți în primul război mondial. Aici se ținea pe vremuri hora satului. Clădirea școlii vechi și a căminului cultural este mai departe, pe dreapta, apoi apare singura casă cu etaj din Covei, rămasă tot la roșu din anii 30, de când a fost construită. În continuare este un maidan, cu un fost lac în spate. În anii 50 aici era o casă părăsită. Ultima uliță spre stânga ducea spre sediul fostului CAP, acum complet devastat.La ieșirea din sat drumul coboară lin spre rîu, peste care trece un pod din beton. În 1943 aici a fost construit primul pod din beton din Covei, când primar a fost Vasile Cocora.Șoseaua principală se numește aici linie, în sat are vreo 2,5 kilometri, satul fiind lat de ceva mai mult de un kilometru. Locuitorii părții de nord se numesc deleni,iar cei din sud – văleni.Pe buza malului, la ieșirea spre sud, dincolo de apă, se afla o moară, distrusă în anii socialismului.Tot atunci a dispărut și dublul șir de sălcii bătrâne ce însoțeau tot parcursul Balasanului.
Ca arhitectură, casele sunt modeste, cele de cărămidă arsă apărând de abia spre sfârșitul secolului al XIX-lea. Cea mai veche casă de cărămidă este casa Vlădulescu, făcută într-un stil eclectic, prin 1881, în care a fost magazinul. A doua ca vechime, datând de prin 1884, este casa Cocora, remarcându-se printr-un stil tipic de casă țărănească de câmpie. Constructorii ei, maistorii, cum se zice pe acolo, ar fi fost sârbi. Planul casei este simplu, dreprunghiular, cu două niveluri, pivniță si parter, cu câtre trei incăperi, cu zidurile groase de 50 cm. și intrarea pe la mijloc, având prispă și balcon pe toată fațada, orientată spre nord. Intrarea în pivniță se face printr-un gârlici larg, cu balconul deasupra. Acoperișul este din tablă, în patru ape, cu pantă lină. La început avea jgheaburi de lemn de jur împrejurul streașinei largi. În jur avea o curte mare, cu mulți pomi, viță de vie și acareturi, fântână, grajd, cotețe, magazie ,pătul și șopron, numit șofru. Cam aceasta era în general aranjarea caselor din Covei, multe din ele fiind din chirpici sau chiar din paiantă.
Fiind situat în plină câmpie, satul abia de se zărește de departe, singurul element mai înalt fiind turla bisericii, care se vede doar dinspre Băilești. Dinspre sud, de pe Măgura cu Tei, se vede doar o dungă mai întunecată ,de verdeață, cu pete albe printre pomi, de la pereții caselor.

### Istoric geografic
Aspectul pozitiv al modificărilor climaterice prezentate mai sus a fost totuși plantarea dunelor de nisip cu salcâmi, prin 1890, pe vreo 100 de hectare, pădurea rezultată fiind devastată după retrocedare, dar s-a refăcut totuși din rădăcinile rămase.
Până în 1960, când s-a înființat CAP-ul din Covei, la nord de sat a existat un loc numit Braniște, termen care în slavonă înseamnă loc oprit, adică rezervație, unde era o pădurice de stejari, rămășiță a codrilor de odinioară, dar CAP-ul, sub conducerea înțeleaptă a partidului, a ras pădurea, pentru a reda pământul agriculturii, după sintagma stupidă, la modă în anii socialismului. Aceeași soartă au avut-o și lacurile, înșirate ca o salbă de medalii, de-a lungul cursului plin de meandre al Balasanului.Aceste meandre, sau cotituri, se numesc în limba română veche coveie, de unde și numele satului.
Până către 1970 au existat Lacul ăl Mare, de vreo 20 de hectare, situat înspre Băilești, Balta Mică, de vreo 10 hectare, Crucea lui Bălună, la marginea dinspre NV a satului, Capul Dealului, un lac mic ,sub un hectar, dar foarte pitoresc, la apus de sat, iar la SE, Cărămiziul, Cârjanul și Sărăceaua, din care doar Cărămiziul sau Lacul ăl Mic mai păstrează un ochi de apă. Către Boureni ar mai fi existat un lac, numit Reni, dispărut încă din perioada interbelică probabil datorită drenajelor. Chiar și pârâul care trecea prin Boureni și alimenta acest lac a cam dispărut.Ultimele trei lacuri menționate aveau amenajate pe maluri instalații de irigat grădinile de zarzavaturi, după modelul adus de bulgarii din Băilești, cu o uriașă roată a grădinarului, învârtită de măgari, pentru scos apa ce era ridicată în jgheaburi înalte și lungi, care o conduceau unde era nevoie. Toate au dispărut cu desăvârșire.
Drenajele și canalizările executate la sfârșitul anilor 60 au modificat drastic hidrografia zonei.
Dispariția acestei splendide biocenoze acvatice a atras după sine și dispariția dramatică a faunei si florei adiacente. De-a lungul vechiului traseu cotit al Balasanului mai persistă câteva smârcuri cu apa provenind din izvoarele de sub mal. Acolo se mai găsesc smocuri de papură, trestie și pipirig, populate de broaște și țânțari.Un izvor mai puternic are fostul lac Cărămiziul, numit așa după multele cioburi de cărămizi ce se găsesc în latura sa de nord. Unele canale de drenaj mai au țipari și țestoase, ultime rămășițe ale unei faune deosebit de bogate. Până în anii 60 era pește din belșug, cu specii valoroase, crap, plătică, știucă, caras, caracudă, lin, pe lângă plevușcă și scoici sau raci, iar avifauna era reprezentată de toate speciile acvatice din lunca Dunării, cocori, stârci, bâtlani, egrete, nagâți, pescăruși, rațe, gâște, lișițe, găinușe de baltă, care au dispărut toate. Au mai rămas doar câteva berze.

## Flora și fauna
În flora arborescentă din Covei predomină salcâmul, denumit aici cu un termen impropriu dafin. Adus și la noi din America, prin Turcia, în 1850, pentru a fi plantat pe nisipuri, s-a adaptat atât de bine de parcă ar fi fost aici de când lumea. Prin sat se mai întâlnește oțetarul fals sau puturos, denumit, tot impropriu castan, un arbore cu creștere rapidă și lemn bun mai  ales pentru foc, cu un frunziș ce amintește palmierii.Sălciile, ca și stejarii, au cam dispărut. Au mai rămas ceva plopi, ulmi și arțari, crescuți prin curți drept lemn de foc sau pentru eventuale construcții. Pomii fructiferi obișnuiți, corcodușul, mărul, părul, vișinul, gutuiul, prunul, cireșul și caisul sau zarzărul, cât și dudul, se găsesc prin curți. Dudul a fost la mare cinste până prin anii 60, când se creșteau intensiv viermi de mătase.
Flora spontană ierboasă cuprinde plantele tipice de stepă, care au reapărut masiv în pârloage. Bozul, mușețelul, romanița, nalba, troscotul, două specii de urzici și laurul (datura) se întâlnesc de obicei pe maidane și pe marginea drumului. Două plante interesante și foarte rezistente la secetă sunt grașița și colții-babei.Pe ogoare locuitorii au de luptat la prășit cu faimosul pir, foarte greu de stârpit, cu mohorul sau bălurul,cornecii ghimpele,pălămida,loboda sau știrul, mărăcinii și alte buruieni. Prin grâu cresc maci sălbatici, neghină și albăstrele.
Plantele cultivate sunt în majoritate cereale și floarea soarelui. S-a renunțat la cultivarea sfeclei de zahăr, care ocupa suprafețe mari până în 1990, dar a reapărut rapița.La plantele textile, cânepă, in și bumbac, mult cultivate odată, s-a renunțat de tot, odată cu dispariția industriei casnice. La fel a pățit și ricinul. Până prin timpul războiului s-au cultivat și arahide, în zona nisipoasă, năut, mazăre, mei și sorg, acesta din urmă mai ales pentru mături, ba a fost și o tentativă de a cultiva orez în zona umedă de la Capul Dealului.
După 1990, când s-au retrocedat pământurile și tot ce a insemnat CAP a fost distrus cu înverșunare, s-au replantat suprafețe cu viță de vie hibridă, pentru consumul propriu.
Pe vremuri, în medicina populară, se foloseau mult așa numitele leacuri băbești, bazate în mare parte pe plantele din flora spontană. Aici se mai întâlnesc și acum sulfina, mușețelul, coada șoricelului, menta, nalba, pătlagina, pelinul și pelinița, tufele de măceș, porumbar, păducel, soc și corn, rugii de mure, iar prin curți mai sunt tei, ale căror flori se folosesc pentru infuzii.
Dintre plantele de apă trestiile se foloseau la acoperit șoproane și cotețe, papura la împletituri, cum ar fi rogojinile și vestitele sacoșe oltenești, papornițele, iar nuielele de răchită pentru împletit coșuri, garduri și pătule. Lintița și nuferii au dispărut odată cu lacurile.
Despre faună se poate vorbi tot așa, la trecut și la prezent. Până la colectivizare aproape fiecare familie avea vite mari și mici, vacă, boi, de multe ori și cai, carul și căruța fiind singurele mijloace de transport la îndemână, apoi capre, oi și desigur, porci. Bivolii și măgarii se creșteau mai puțin. Acum au mai rămas porcii, câinii și pisicile, restul rărindu-se considerabil. Caii se pare că s-au mai înmulțit ceva, după 1990.
Prin apele acelea multe mai existau o mulțime de lipitori, care năpădeau orice ființă ce călca în mâl, apoi cel puțin două specii de melci de apă, una cu spirala cochiliei plată și alta conică, două specii de scoici, raci, insecte ca boul-bălții, libelule mari și mici, cele mari fiind numite și calul-dracului, păianjeni de apă și țânțari, mâncați parcă fără spor de broaște. Dintre batracieni mai existau broasca râioasă, brotăcelul verde, de copac și broscuța cântătoare, cu burta portocalie. Acestea  au supraviețuit într-un număr mult mai mic. Mai exista și un peștișor interesant, numit fâță.
Se cresc și ceva albine, dar albinăritul nu este răspândit la câmpie.
Dintre reptile se pot aminti existența șopârlelor, a gușterilor, a câtorva șerpi și a broaștelor țestoase de apă. Șerpii mai răspândiți sunt cei de casă, cu tâmplele galbene. Mai erau și șerpi de apă și se mai povestea despre niște șerpi mari, castanii, din specia numită balaur din cauza dimensiunilor mari.
Avifauna este încă bogată si cuprinde multe specii de păsări. Cele mai multe, prea multe chiar, sunt ciorile negre. Mai sunt și stăncuțe și ceva ciori grive, iar prin tufișuri, coțofene. De asemenea sunt mulți grauri. Vrăbiile se întâlnesc prin sat, iar rândunicile și lăstunii s-au rărit considerabil.Păsările de câmp întâlnite mai des sunt prepelița, potârnichea, ciocârlia și ciocârlanul, precum și răpitoarele, eretele și uliul. Prin poduri se adăpostesc răpitoarele de noapte, huhurezii și cucuvelele, detestate dintr-o superstiție stupidă. Prin pădure ar mai fi existat bufnițe, dar acum mai sunt doar granguri, mierle, sturzi, ciocănitoare, sticleți, cinteze, pițigoi și pupeze, și desigur, vestiții cuci. Din păcate turturelele au dispărut prin anii 60, eliminate de guguștiuci, păsări mai mari și mai agresive. Prigoriile și gaițele sunt ceva mai rare, dacă nu cumva au și dispărut.
Mamiferele sălbatice includ de la șoareci ce câmp, guzgani, popândăi, cățelul-pământului, cârtița, hârciogul, iepurele, până la nevăstuică și dihor, ca să amintim și carnivorele, apoi mai apare uneori șacalul, venit de peste Dunăre, precum și vulpea.S-ar putea să reapară mistreții, poate și căprioarele; lupii – mai puțin probabil.Ariciul și viezurele se întâlneau mai demult, dar nu prea se mai văd.
Păsările domestice sunt cele obișnuite: găina, gâsca, rața, curca și bibilicile, numite la Covei câțe. Se cresc și porumbei, în regim de semilibertate.

## Istorie
Acest capitol mai ales este o invitație și o rugăminte adresată în primul rând fiilor satului de a completa cu date și informații ce nu mi-au fost la îndemână. Istoricii și îndeosebi arheologii ar avea  de cercetat într-un loc unde nu s-au făcut cercetări sistematice, pe teritoriul satului existând cel puțin trei situri. Datele și documentele istorice fiind puține, doar legenda mai oferă ceva informații despre fondarea satului. Zona ocupată de această așezare a fost propice locuirii, urmele de activitate umană coborând în timp mii de ani, până în epoca bronzului și probabil, până in neolitic.Dovezile acestei locuiri străvechi se mai pot găsi în pământ, în locul numit La Cărămizi, ce se află la o distanță de câteva sute de metri în spatele fostului CAP, pe malul singurului ochi de apă rămas din lacul numit , sugestiv, Cărămiziul. Aici, după arat, solul dă la iveală o mulțime de cioburi ceramice și de cărămidă. S-au găsit acolo resturi ceramice care au putut fi datate începând cu epoca bronzului și până în secolul IV e.n., cioburile din perioada feudală fiind mult  rare aici, apoi fusaiole, o râșniță primitivă de piatră, silexuri fragmentare și bucăți mai mari de paiantă arsă, după cum arată amprentele de nuiele și trestie din lutul ars. Un inel și câteva fibule de bronz, din secolele II-III e.n. au fost donate Muzeului Olteniei prin 1984. Tot din Covei mai provine și un denar imperial roman, de la Caracalla, datat 201-206 e.n.mjoritatea cioburilor descoperite darează din secolele II-III, provenind, probabil, de la o villa rustica romană. Arheologii mai au de găsit fundațiile clădirilor, necropola și, eventual niște inscripții. De asemenea mai au de cercetat urmele așezării de la Sărăceaua, la vreo 1,5 kilometri mai spre răsărit, unde, pe un platou cu promontoriu, se văd  multe cioburi ceramice, probabil feudale.  Singura monedă feudală din Covei este un triplu gros polonez emis de Sigismund al III-lea în 1598, adică contemporan cu Mihai Viteazul. Tot din perioada feudală datează tezaurul de la Covei, descoperit de locuitorul Dumitru I. Mitrică (n.1873), la arat, la 500 de metri spre apus de sat, pe locul lui Petru Nicolăescu, în data de 19.03.1927, care, din fericire, a putut fi recuperat integral și se află acum la București. În acea zonă a existat satul de bordeie, a cărui biserică a fost tot un bordei mai mare.Tezaurul este alcătuit din obiecte de argint, disparate, respectiv un castronel ornat cu sfinți și cu inscripția în slavonă Făuritu-s-a acest pahar în anul șapte mii douzeci și trei.S-a cumpărat a bea întru slava lui Dumnezeu., un alt castronel, ornat cu motive zoomorfe, asemănător cu vasele scitice, o teacă de argint pentru două cuțitașe, un cauc mic de argint, de forma unei tigve, un colier de argint de 59 cm., două plăcuțe discoidale de argint, un cristal de stâncă șlefuit oval și 29 de nasturi sferoidali , tot din argint. Dacă vasul cu sfinți, cu un diametru de 155 mm și înălțimea de 42 mm, este datat leat 7023, adică 1515 AD, nu înseamnă că și satul datează din acel an sau din jurul lui. De asemenea nu pare să aibă legătură cu biserica-bordei, mai degrabă fiind vorba de mica avere a verunui locuitor mai avut, care a ascuns-o din cauza năvălirilor turcești ce s-au succedat mult prea des în Oltenia în perioada 1770-1839. Din auzite știu că ar mai fi existat un alt tezaur, descoperit prin zona lacului Cărămiziul, prin anii 1930 și dispărut în anii tulburi de după război. Acesta ar fi fost compus din niște podoabe femeiești, de argint, ornate cu pietricele colorate. Aici ar mai fi fost descoperite și căni și farfurioare întregi, din ceramică, pierdute în timp.
Tot în zona Capul Dealului bunicii mei ar fi descoperit, la arat, o căldărușă de aramă, cu capac, în care era pus lanțul de la vatră. Și acestea au dispărut în timp.
Satele Covei și Boureni nu apar în harta austriacului Schwantz, executată în 1722 și nici în cea a lui Specht, din 1790, teritoriul acestora fiind marcat ca fâneață și pășune.Prima mențiune istorică sigură a satului Covei este catagrafia Doljului, din 1837, în care apare  ca un sat mic, de moșneni, cu numai 63 de familii. Socotind o medie de 5 persoane de familie, reiese că atunci erau vreo 300 de locuitori, pe când satul mânăstiresc Bistreț avea 217 familii și peste o mie de locuitori. Boureni avea 97 de familii iar Cioroiul 62, asta ca să amintim doar satele de moșneni, pentru că celelalte erau de clăcași, plasa Balta mai având 15 sate mânăstirești, 13 boierești, 2 ale spitalului Brâncovenesc și unul mixt. Pe atunci populația din zonele de câmpie, cu teren mai fertil, era mult mai rară, majoritatea locuitorilor preferând poienele din codrii nesfârșiți care acopereau Oltenia până către a doua jumătate a secolului al XIX-lea, din cauza jafurilor neîncetate la care erau supuși, mai ales de către turci, dar  și de ruși și austrieci. Ultima ocupație străină, cea austriacă, s-a terminat în 1856.
Și acum, dacă documentele oficiale sunt așa de sărace, să coborâm un pic pe tărâm de legendă. Tradiția orală îl menționează drept întemeietor al satului pe Dumitru Mușat, care a venit cu familia ca refugiat din calea turcilor, de prin Mehedinți, unde avusese o moșie  de peste o sută de hectare, și a ajuns pe la Cioroi, de unde a fost nevoit să se refugieze mai departe, pentru că și acest sat a fost devastat complet de jaful și incendiul provocat de turci în timpul războiului ruso-turc. Se zice că pe atunci locuitorii din zonă aveau două oiști la car, ca să schimbe cât mai repede direcția de fugă. Fugind astfel, băjenarii au găsit un loc de popas în marginea pădurii numită Braniștea lui Nășoi, lângă crâșma lui Turiță. Împreună cu Mușat au mai venit încă șase  moși de legendă, considerați întemeietorii satului Covei, și anume  Durlea, Iordache, zis Geică, moș Ștefan, Barbu Busuioc, Marcu Vâlcan și Mărin Sclipcea.Numele de familie ale acestora se mai întâlnesc și astăzi în sat. Pământul de la Covei fiind fără stăpân oficial, aici s-au putut așeza diverși refugiați, care deveneau proprietari peste pământul defrișat și desțelenit de ei.Tot așa s-au mai așezat și ciobani, veniți cu oile de la munte la iernat, ca strămoșul Cocora, venit probabil de la muntele Cocora, din Vâlcea, mai puțin probabil că de la muntele Cocora de lângă Bușteni, aceștia din urmă întemeind probabil satul Cocora din județul Ialomița.Putem trage așadar concluzia că actualul sat Covei a fost întemeiat în primele decenii ale secolului al XIX-lea, ca sat de bordeie, așezate în zona de la Braniște și apoi la Capul Dealului. Tradiția orală spune că Iordache , zis și Geică, fratele lui Dumitru Mușat, mergând să ia niște porumb dintr-un pătul situat mai la margine, a fost văzut și împușcat de un turc. Rănit de moarte, Geică s-a târât în niște tufișuri, unde a și murit. Acolo a fost găsit de frații săi și după ce l-au înmormântat, lângă mormânt au săpat o biserică-bordei, care avea gârlici, naos și altar. Groapa bisericii se mai vedea în lucerna lui Afrem Vlădulescu, în prima parte a secolului XX.
Despre urmașii celor șapte moși întemeietori au rămas mai multe referiri. Astfel Ion cel Mic, fiul lui Geică, a avut doi copii, pe Nicolae, născut în 1818 și căsătorit în Covei  cu Ioana Stică din Măceșu de Sus și pe Constantin, zis Dinu Logofătul. Acesta din urmă a învățat carte de la logofătul Dinu Hurhuți, un ardelean venit cu oile de la munte și apoi la Craiova, de la Ion Maiorescu,cândva în perioada 1835-40. A fost cântăreț la biserică și logofătul satului (un fel de notar), dar mai ales primul învățător, care a deschis prima școală din Covei. Nicolae a avut șase copii, trei băieți, Vasile, Nicu și Mihai, zis Mieiță și trei fete, Dina, Maria și Floarea. Nicu și Mieiță au rămas în Covei, Nicu murind în 1940 iar Mieiță a fost tatăl a doi dintre învățătorii de mai târziu din Covei, Petru Nicolăescu și Ștefan Ioan. Numele diferite de familie al fraților denotă faptul că până în a doua jumătate a secolului al XIX-lea acestea nu erau fixate.
La biserica din bordei a slujit mai întâi popa Dinu din Catane, despre care se spune că avea de obicei să doarmă în gârliciul bisericii, învelit în cojoc și cu bâta sub cap, ca să nu-i fure păgânii icoana și să nu calce vitele peste mormintele din jurul bisericii. Din acest cimitir au fost mutate câteva pietre funerare, din calcar cochilifer, colțuroase și cu inscripții chirilice, cam șterse, în capătul cimitirului cel nou, de la marginea satului. După tradiție, bărbații aveau pietre funerare colțuroase, iar femeile – rotunjite. Legea din 1864 interzicând înmormântarea pe teritoriul localităților, cimitirele din jurul bisericilor au fost părăsite.Prea puțini locuitori mai știu unde a fost cimitirul vechi.
Pentru că satul Covei a fost la începuturi un sat de bordeie, merită să facem o paranteză, descriind această construcție desuetă, dispărută din peisaj de ani buni. Bordeiul este o locuință subterană, fiind răspândit mai ales în zona de câmpie. Pentru clima de aici oferă câteva avantaje certe și anume vara păstrează răcoare  și iarna ferește de îngheț, chiar și fără foc. În vremuri de răstriște, punându-i brazde de iarbă pe acoperiș, era perfect camuflat. Chiar dacă era descoperit de  năvălitori și incendiat, se putea reface repede, înlocuindu-i acoperișul. Într-un bordei mai mare se puteau adăposti și vitele, care încălzeau locul, când, din cauza dușmanilor care ar fi văzut fuiorul de fum, locuitorii pregetau să aprindă focul iarna.
Bordeiul era alcătuit în principal dintr-o groapă dreptunghiulară, săpată în pământ la vreo doi metri adâncime, cam de 3 metri pe 6. Aceasta era încăperea principală, numită celar, sau, după influența turcească, ogeac. Acoperișul, în două ape, era făcut din stuf, paie sau coceni și se sprijinea pe un rând de stâlpi din lemn, ce treceau prin centrul bordeiului. Accesul se făcea printr-un gârlici, o scară acoperită, săpată înclinat, cu treptele întărite cu țăruși de lemn, situată de obicei în față, pe latura mică. Pe partea opusă intrării se găsea căminetele, adică vatra cu corlata și coșul larg, pentru fum. Acesta era chiar un coș din nuiele, de formă tronconică, tencuit cu lut, să reziste la foc. Corlata este polița din jurul coșului. De-a curmezișul coșului era zălarul, un lemn solid de care se atârna lanțul pentru ceaun sau țest. Prin coșul larg se arunca în bordei combustibilul, lemne de foc, vreascuri, sau coceni. Pe peretele lateral era o firidă în care stătea opaițul, amnarul cu cremenea și iasca de aprins focul și troaca cu sare. Tot lateral, în stânga și dreapta erau lavițele pentru dormit și păstrat țoalele, sau, la cei mai săraci, doar niște maluri de pământ, lăsate la săpat, peste care se așterneau paie, fân, rogojini sau piei de oaie netăbăcite. Ca învelitoare se utiliza cerga, o pânză mare de cânepă, folosită și la vânturatul boabelor. În loc de perne erau niște  căpătâie umplute cu paie. Ca mobilier se mai găsea o masă scundă și rotundă, pusă mai aproape de vatră, și în jurul ei, scăunele cu trei picioare sau butuci pentru șezut. În peretele din fund se săpa o zăboaică sau zâmnic, adică o cămară pentru alimente, unde se păstrau mălaiul, ceapa, usturoiul, ardeiul uscat, varza acră și altele, după puterea fiecăruia. În jurul vetrei, lângă nelipsitul țest – o farfurie mare de lut, pusă cu gura în jos peste foc, la încins și folosită la copt pâinea –erau mai multe vase de lut și eventual căldarea de aramă, iar pe masă – străchini, linguri și blide din lemn. Ușa bordeiului se numea praftoriță și era de obicei o împletitură de smicele pe dârjală, adică nuiele pe un băț, care se mai completa iarna cu o cergă sau blănuri de oaie.  Vitele stăteau în ocoale sau în staul, după averea fiecăruia.
La răsărit de sat, către nord față de sediul fostului CAP, au existat, până spre 1960 ,bordeiele țiganilor, ale căror urme se mai văd și acum. Între timp, foștii minoritari tind să devină majoritari.
Popa Ion, fiul și urmașul popii Dinu, a fost ginerele lui Ion Iordache Geică și a învățat carte slavonescă la Dii, Vidinul de azi, din Bulgaria. Fiul său Mitrică, devenit popa Dimitrie Ionescu, după numele său oficial, a învățat popia la Episcopia Râmnicului și a fost un preot respectat și cu multă influență în sat.
Logofătul ardelean Dinu Hurhuți, venind să păzească oile lui Ion cel Mic, l-a învățat carte și pe fiul acestuia, Dinu Logofătul. După Dinu Logofătul a urmat întru logofeție Petre Busuioceanu, zis Truncă, și el fost elev al lui Hurhuți, acest ardelean fiind de fapt primul învățător, neoficial, din satul Covei. Alți știutori de carte din vechime au mai fost și Pascu Marinescu precum și Mihai N. Ion, zis Mieiță, care a fost dascăl la biserică și învățător peste șaizeci de ani.
După aproape o jumătate de secol de la întemeiere, satul dezvoltându-se considerabil, biserica din bordei nu a mai făcut față, așa încât comunitatea și-a ridicat o biserică nouă, din zid de cărămidă, între anii 1853-1858, cu plan simplu, o turlă în față și acoperiș de tablă. Între anii 1935-1941 vechea biserică a suferit lucrări ample de restaurare, cu care ocazie pisania originală, scrisă cu chirilice, a dispărut. Din fericire a fost totuși transcrisă și avea următorul conținut:
| “ | Ziditu-s-a această sfântă și dumnezeiască biserică unde se prăznuiește hramul Sf. M. Mc.Dimitrie și Sf. Cuv. Paraschiva din nou, cu toată osârdia și strădania, epitropi fiind Marin Durle, Ion al lui Ștefan, Ion al lui Iordache, Mitrică sin Barbu, Marin sin Marcu Vâlcan, stăruind din început și până în sfârșit cu alergătura și dare de bani, unde ajutându-i și locuitorii din acest sat și alți pravoslavnici creștini de prin alte părți, în zilele preaînălțatului nostru domn Alexandru Ghica, caimacam a toată Țara Românească, cu binecuvântarea preasfinției sale D.D. Calinic, episcopul Râmnicului, 1858, iulie 13. | ” |

Observăm aici numele unor urmași direcți ai întemeietorilor legendari ai satului, precum și utilizarea străvechiului slavonism sin pentru  fiul lui.
Prima pictură a fost executată în frescă, după canoanele bizantine, iar cea de-a doua, de după restaurare, este opera preotului C. Bârneanu, din Craiova. Biserica s-a resfințit în anul 1941, aprilie 27, de către mitropolitul Olteniei, Î.P.S. Nifon Criveanul, protoiereu al Doljului fiind Ic. Stavrofor Elefterie Marinescu, în zilele regelui Mihai I.Restaurarea s-a făcut prin grija preotului Anastasie Dinu, (cel numit preot în Covei pe 15 decembrie 1927), împreună cu un comitet de săteni și cu dania răposatului Kiriță Stănescu și a soției sale Angela, a lui Gheorghe Morega și a soției sale Maria și a sătenilor.
Alți preoți care au slujit la Covei au fost Ștefan Simionescu, transferat la Boureni, Ștefan Olteanu, transferat la Bistreț și Petre Petrescu,despre care nu se mai știe nimic. O figură pitorească a fost popa Tăchiță, din anii de după război, poreclit de colegii seminariști Balercă, iar în anii 90 ai secolului trecut a trecut pentru câțiva ani prin Covei și popa Pomană, cu un nume predestinat. În prezent mai slujește preotul Elian Cocora, din Rast, al cărui tată este din Covei.
Cel de-al treilea preot din Covei, Dimitrie Ionescu, a fost și primul care a slujit în biserica de zid, începând cu 1858, avândul ca dascăl pe Mieiță, cel care îi învăța carte pe copii în tinda bisericii până prin 1889, când s-a înființat oficial școala din Covei. Învățătorii Dinu Hurhuți, Dinu Lofofătul și Mieiță, oficial numindu-se Mihai N. Ion nu erau învățători atestați. Ca să urmeze cursurile unei școli adevărate, copii din Covei trebuia să meargă la Catane, unde preda un dascăl vestit în epocă, pe nume Ștefan Ghinea.
După înființarea oficială din 1889, în anul următor, 1890, Casa Școalelor a zidit primul local cu destinația de școală, format dintr-o sală de clasă și o cancelarie, pentru care s-au cheltuit 4395 de lei. În 1922 i s-a mai adăugat încă o sală de clasă. Cu ocazia reformei agrare din 1919 școala a fost împroprietărită cu 4,5 hectare de teren arabil. Din venitul de pe acest teren și dintr-o mică subvenție de la primărie s-a întreținut școala, până la reforma din 1948.
Datele statistice oferă o situație a numărului de elevi înscriși pe decenii.Astfel, pentru deceniul 1888-1898 apar înscriși în clasa întâi 178 de băieți și doar 8 fete, în clasa a doua 101 și 6, în a treia 68 și 4, în a patra 54 și 4 iar în a cincea 30 de băieți și numai 3 fete. În clasa întâi se constată o rată mare de repetenți, respectiv 72 de băieți și 2 fete. În deceniul următor, 1898-1908 sunt înscriși 152 de băieți și 54 de fete în clasa întâi, 116 băieți și 19 fete într-a doua, 120 și 13 într-a treia, 102 și 8 într-a patra și 104 și 6 într-a cincea. Conform tradiției, fetele erau evident discriminate, până și rata lor de repetenție fiind mai mare. Chiar și în deceniul următor, 1908-1918 proporția dintre băieți și fete rămîne de 2 sau 3 la 1. Situația începe să se schimbe de abia după război, în deceniul 1918-1928 fiind înscriși 321 de băieți și 177 de fete. În 1925 apare și ciclul superior, cu clasele V-VII, după ciclul elementar de patru clase. Numărul de elevi înscriși în clasele superioare scade însă progresiv. Interesant este că în deceniul 1928-1938 și până în 1943, în clasa a VII-a găsim înscrise 101 fete și 75 de băieți, respectiv 38 de băieți și 58 de fete. Promovabilitatea este în general bună, dar mai slabă în prima clasă.
Dintre primii învățători de stat, adică oficiali, îi putem aminti, în ordine cronologică, pe următorii: Petre Stănescu, învățător la Covei între 1888-1905, apoi, în continuare,  au mai predat la catedră Mihail Păsculescu, Victoria Păsculescu, Petre Nicolăescu, Ion Mitrică, Maria Nicolăescu, Ana V. Popa, autoare a unei încercări de monografie a satului în 1943, Vasile Popa Măceșanu, Traian Nichita, Stana Durle și alți câțiva, amintindu-i doar pe cei care au funcționat până în 1948. Majoritatea dintre ei erau din Covei. Învățătorii din sat au fost implicați activ în viața culturală și politică a satului.Mihail Păsculescu, născut la Covei în 1871, a fost un militant socialist foarte activ în zonă, fiind chiar reclamat la prefectură de către primar, că agită spiritele. Vasile Popa Măceșanu a fost subinspector școlar și poet, publicând versuri sămănătoriste în revista Arhivele Olteniei.  Tot ei au scos în 1937 și o efemeră revistă culturală.
În jur de 1965 s-a  construit noul local al școlii, copii fiind atunci mulți, ca în prezent numărul lor să scadă dramatic, puținii elevi rămași mergând la școala din Boureni. Și aici las rugămintea de a se completa datele despre școală și activitățile culturale din perioada 1950 până în prezent.
Până în perioada celui de-al doilea război mondial au plecat la școli superioare doar 63 de elevi, la un total de 1359 de locuitori, recenzați în aprilie 1941. Dintre absolvenții de școli superioare, originari din Covei, în 1943 erau plecați să muncească în alte localități 35 de persoane, respectiv 4 ingineri, 1 profesor, 5 învățători, 1 avocat, 2 preoți, 5 ofițeri, 5 subofițeri, 10 funcționari și câte un agent sanitar și veterinar. Tot atunci mai urmau cursurile încă 28 de coveieni, 6 la școli comerciale, 8 la profesionale, 6 la meserii, 4 la licee, 2 la facultatea de medicină, 1 la teologie și 1 la litere. După război, mai ales în anii 60-80, foarte mulți copii au plecat la școli diverse, rămânând să lucreze după absolvire în alte localități, în principal în orașe, astfel încât satul a rămas fără tineri și s-a depopulat.
Evoluția demografică a satului ca grafic are forma unei curbe, cu punctul culminant în anii 1960. Dacă pentru 1837 se estimează un număr de 300 de locuitori, în 1888 erau recenzați 763, din care 342 fiind de sex masculin și 361 de sex feminin, ca după două decenii, în 1908 să fie deja 1028 locuitori, 492 de sex bărbătesc și 536 de sex feminin. Pentru anul 1938 s-au înregistrat 1401 locuitori, 676 de sex masculin și 725 de sex feminin, după care populația a scăzut ușor, scăderea fiind mai mare în anii războiului, când mulți fii ai comunei au și murit pe front. O creștere demografică s-a înregistrat apoi iar, în anii 50-60, dar plecările masive ale tinerilor au dus la îmbătrânirea și depopularea satului, care în anul 2005 mai avea înregistrați oficial 663 de locuitori, mai puțini chiar decât în 1888.
Diferența dintre bărbați și femei este dată de grupa de vârstă înaintată, pentru că femeile trăiesc mai mult decât bărbații. În ciuda condițiilor precare și a asistenței sanitare cvasiinexistente, se pare că nivelul de sănătate al locuitorilo a fost totuși bun. Listele electorale din anii 1929 și 1932, care s-au mai păstrat, arată mulți locuitori sexagenari, chiar și octogenari, ca Busuioc M. Fira, născut în 1847, Ion N. Ion, n. 1849, Nășoiu I. Gheorghe, n. 1859, Nicolae Marin, n. 1847,  Puiu Mitrică, n.1849, Marcu Ilie, n.1856, Marinescu Pascu, n.1852, Vâlcan N. Ion, n.1855 și alții. În aceste liste sunt înscriși însă numai bărbați, singurii cu drept de vot atunci. Cazuri de TBC au fost doar câteva, unul singur de pelagră,  ceva mai multe de malarie, doar epidemiile creind probleme mai grave. Astfel în 1890 a bântuit o epidemie de tifos exantematic din cauza căreia au murit foarte mulți locuitori, fiind înregistrați atunci de zece ori mai mulți morți decât nașteri, morții fiind puși chiar câte doi-trei într-o groapă. Vărsatul de vânt a avut și el un număr de victime. În septembrie 1912 vreo zece locuitori ai Coveiului au avut o moarte fulgeroasă în câteva zile, din cauza holerei.

## Economia
Economia satului Covei a fost și este bazată pe agricultură, în principal pe cultivarea cerealelor.Pe zona nisipoasă se mai cultivă și pepeni. Până în anii 50 a fost o industrie casnică foarte activă, apanajul femeilor, care torceau, țeseau, remarcabile prin finețe fiind maramele de borangic, făceau haine și covoare, bărbații mai făcând funii, opinci și cojoace sau căciuli. După aceea s-au mai țesut mai ales covoare persane. Pescuitul asigura aportul de proteine și celor mai săraci locuitori, pentru că aveau unde pescui, iar acum nu mai au.Vânătoarea era mai mult o distracție decât activitate economică, dar exista vânat abundent.Comerțul era asigurat de o prăvălie, devenită cooperativă, și de un birt.Pentru a se combate tendințele de speculă, primăria din Covei a dat și o ordonanță, în 1932, prin care limita prețul zahărului tos la 36 de lei kilogramul!
Banii fiind puțini, se practica schimbul în natură, echivalentul cel  mai des folosit fiind banița de porumb sau grâu, sau blidul de mălai, cu care  erau plătiți negustorii ambulanți ce treceau prin sat.Aceștia erau figuri pitorești, umblând pe toate ulițele și strigându-și marfa cu modulări în voce, unii cu ace, piepteni, ață, alții cu spete pentru războiul de țesut, rudarii vindreau linguri, fuse și blide, sau dogarii ce reparau toamna butoaiele, sau păcurarii care vindeau păcură dintr-un butoi negru și lunguieț, așezat într-un car special. Mai erau în perioada interbelică și înainte, găzarii ambulanți, vânzând petrol lampant, pentru că până în 1960 iluminatul casnic era asigurat de lămpi cu petrol și de interesantele felinare de vânt. Tot toamna mai veneau vâlcenii cu poșircă,( un oțet din fructe), și cu fructe uscate, prune și mere mai ales, pe care le schimbau pe mălai. De la Bistreț mai veneau pescarii cu pește proaspăt sau uscat și sărat, pe care-l dădeau tot pe mălaiul ce constituia un fel de valută forte. Pentru țărani banii propriu-ziși erau cam răruți, ca să-i aibă trebuind să vândă cantități mari de cereale către veșnicii samsari ce le cumpărau întotdeauna pe un preț derizoriu, sau să vândă ceva vite,la târg, de pe urma cărora se puteau căpăta bani buni.Târgurlile mai apropiate erau la Băilești și la Bârca.
Nevoia de bani în numerar i-a determinat pelocuitorii  din Covei să-și înființeze o bancă populară și astfel a luat ființă pe 29 ianuarie 1911 Banca Populară Cooperativă „Mihail Kogălniceanu„,avându-l ca președinte pe preotul Petre Petrescu , drept secretar-contabil și casier pe învățătorul Mihail Păsculescu și vicepreședinte pe Alexandru S. Nășoiu. Membrii fondatori au fost Dinu St. Firă, Afrim M. Vâlcan, Mihail M. Mitran și D. Carauleanu. Statutul băncii are 26 de pagini și a fost înregistrat la judecătoria rurală ocolul Băilești. Banca a funcționat cel puțin până pe 12 septembrie 1919, dar se pare că inflația din anii de după  război a oprit-o, pentru că locuitorii din Covei  se adresau în anii 30 la Banca Agricultorilor, cu sediul în Negoi.
Anii 1949-1959, obsedantul deceniu, au adus necazuri mari locuitorilor mai gospodari din Covei, supunându-i la cote ruinătoare și la tot felul de persecuții așa încât aceștia de abia au așteptat să scape cumva de pământ,  dându-l la stat sau la GAC, devenit ulterior CAP. Acest CAP chiar a prosperat în anii 60, după care politica de jaf a PCR nu a mai permis țăranilor să prospere, ajungând până acolo că le-au luat și curțile. După 1990 locuitorii au desființat,  împărțit și devastat averea CAP-ului, de parcă n-ar fi fost munca lor, și s-au întors la o agricultură în mare parte primitivă și nerentabilă, zisă de subzistență. Au devastat de asemenea și sistemul de irigații, care funcționase cu rezultate bune.

## Viața culturală
Mult timp viața culturală a satului Covei a stat sub zodia folclorului, ale cărui manifestări au fost integrate zonei de câmpie din sudul Olteniei. Las și aici rugămintea de completare a informației subțirele ce o dețin în acest domeniu, cu speranța că va fi fost cineva care a cules din creațiile populare, până să nu fi dispărut de tot obiceiurile tradiționale. Costumul popular mai era purtat în anii 50 doar în varianta sa mai sobră, de lucru, cel de sărbătoare, cu ornamentație bogată, fiind înlocuit de hainele cumpărate de la oraș. Hainele de lucru erau foarte simple, bărbații purtând vara o cămașă lungă până la genunchi și izmene albe, fiind încinși cu bete de lână roșie, dacă nu cu o simplă sfoară, purtând eventual și o pălărie de pai, iar femeile aveau o fustă gri și cămașă tot albă, purtând pe cap o basma obligatorie pentru femeile măritate, pe care o purtau chiar și pe caniculă, doar că-i mai ridicau colțurile pe creștet. Vara se purtau desculți, în anotimpul rece purtând opinci sau bocanci. Bărbații purtau pe cap iarna o căciulă de miel și îmbrăcau poturi, pantaloni de postav, și un zăbun sau un cojocel. Prin anii 50 au început să se poarte șepcile, dar mai ales băștile bleu-marin, iar în picioare încălțau teneși, după noua tradiție proletcultistă.
Printre obiceiuri se numără o influență bulgărească pentru semnele afirmativ și negativ, cei din Covei dând invers din cap, stânga-dreapta pentru da și de sus în jos pentru nu. Dintre legendele locale îmi mai amintesc despre  faraoane, care erau un fel de știme ale bălții, ce ieșeau noaptea din apă și-i înhățau pe trecători, trăgându-i în adânc, după ele, precum și cea despre iarba fiarelor, pe care, dacă o aveai, puteai deschide cu ea orice încuietoare. Un personaj legendar, pomenit ca termen de comparație negativ, este Dandulea, cel care făcea totul anapoda.
Țestul era fabricat de niște femei specializate, care-l făceau după un întreg ritual. Acum se mai face dintr-o jantă de camion, completată cu lut.
În  anii 50, pe secetă, mai dansau paparudele, niște țigăncușe îmbrăcate cu fuste de boz. Conform tradiției, mâna scrântită se vindeca dacă era călcată pe prag de o femeie care a născut gemeni.
Ca obiceiuri specifice locului, îmi amintesc despre pârlitul socrului, un ritual de purificare prin foc, ancestral, practicat cu ocazia nunții, când socrul, ca ispășitor, era trecut prin foc. De asemenea, tot cu ocazia nunții se mai practica dansul ursului, când un bărbat se costuma în urs și țopăia în fața alaiului de nuntași și printre ei. 
Și la Covei nunțile se țin în corturi lungi, făcute din cergi și întinse în curte. La masă primul fel servit constă din murături, de obicei ardei capia în saramură și țuică. Celelalte sărbători tradiționale se întâlnesc și în alte sate și au fost descrise de folcloriști. Rămâne să se sublinieze specificul local de către aceștia, în măsura în care există.
O superstiție întâlnită numai aici, spune că dacă treci cu pasul peste cineva culcat jos, trebuie neapărat să faci pasul înapoi, altfel respectivului i se încurcă mațele. De fapt viața celor de la țară era guvernată de un întreg eșafodaj de superstiții, pentru toate ocaziile.
Influența cărturărească a fost puternică la Covei, având în vedere că aici au existat știutori de carte relativ mai numeroși, față de alte locuri, încă din vechime. În anii 30 chiar se glumea, numindu-se Coveiul, desigur de către proprii  săi locuitori, micul Paris, pastișă după supranumele Bucureștiului. Din câte știu, aici s-a editat prin 1937 o revistă culturală, căreia încă nu i-am dat de urmă. Căminul cultural se află lângă școala veche, într-o curte prea mică pentru cele  două instituții. Bazele lui au fost puse în anul 1942 de către Vasile Popa Măceșanu, învățător și subinspector școlar, preotul Anastasie Dinu și învățătorii Traian Nechita și Ana V. Popa, până în 1947 numindu-se Regina Maria. Aici se organizau manifestări culturale constând din serbări școlare, apoi spectacole diverse, dintre care cel mai  mare succes îl aveau concertele de muzică populară și, din anii 50, de filmele care erau aduse de caravana cinematografică, o dubă verde, a cărei apariție crea senzație în satul în care trecerea unui camion era un eveniment.
Vara, în fiecare duminică, se organiza hora satului, de obicei pe  tăpșanul din fața primăriei, dar și în vale uneori.Acolo se strângeau mai ales tinerii, premeniți cu straie noi. Până în anii 50 și 60 orchestra din Covei era compusă dintr-un clarinet și o tobă mare, cu talgere deasupra.

## Activitatea politică
Și aceasta a fost intensă în Covei, unde și-au găsit adepți cam toate partidele politice de pe scena românească.
Din punct de vedere administrativ satul Covei a fost când comună, când a aparținut de comuna Catane, prin anii 1900, iar comună autonomă interbelică, acum fiind component al comunei Afumați. De asemenea a oscilat denumirea plasei de care a aparținut (subdiviziune a județului), respectiv plasa Balta, plasa Băilești sau plasa Segarcea, tradițională, de sute de ani, fiind denumirea de plasa Balta, a județului Jiul de Jos.
Printre primari, s-au numărat Petre Marinescu, la conducerea comunei între 1884-1895, primul atestat cu această funcție, apoi pe Ion F. Vlădulescu, primar prin anii 30 și pe Vasile I. Cocora, menționat și mai sus.

## Considerații onomastice
Dintre numele de familie cel mai des întâlnite în listele electorale din anii 30 citez următoarele, specifice satului Covei: Albu, Busuioc, Cocora, Dragomir, Dinu, Durle, Furiș, Firă, Goiceanu, Iordache, Ion, Ionescu, Marinescu, Mitrică, Mușuroi, Marin, Marcu,Micu, Mitu, Mușat, Manea, Mitran, Macamete, Nicolae, Nășoiu, Niță, Noană, Nechita, Păsculescu,Petrescu, Popa,Puiu, Ștefan, Staicu, Tică, Tăbăran, Udrea, Vâlcan, Voinea, Vlădulescu și Zdrafcu, acesta din urmă fiind probabil bulgăresc. Din studierea numelor ce apar în pisania din 1858 remarcăm că numele de familie nu erau fixate, fenomen ce apare doar în a doua jumătate a secolului XIX, când un fiu al lui Ion iscălea Ionescu, al lui Vlad – Vlădulescu, al lui Pascu – Păsculescu, etc., frații având chiar nume diferite, ca cei doi învățători menționați, fii ai lui Mieiță.Persoana se mai identifica și după locul de origine, cel din Măceșu numindu-se Măceșanu sau din Cerăt - Cerăceanu. Există și numele de familie Coveianu.  Poreclele au circulat în paralel cu numele oficial. Un document din 1886 atestă, cu martori din sat, că Ion Mitran este aceeași persoană cu Ion Macamete, porecla de Macamete rămânând ca nume oficial urmașilor. Alexandru Petrescu a fost poreclit Căcărează și toată lumea știe de fântâna lui Căcărează, situată lângă drum ,la intrarea în sat, dinspre nord. Au mai existat un Ghiță Pârț, Bavarezu, Bogatu, Călăianu, Lovenț,  Secher,Bălaci,Ucigașu etc., porecle după care sătenii se identificau mai ușor decât după numele oficial.

## Considerații toponimice
Numele satului înseamnă în limba română veche, curbă, meandru, probabil de la meandrele Balasanului, dacă nu cumva de la curba largă și nejustificată a drumului principal prin mijlocul satului. De la covei provine încovoiat.
Numele de Balasan pare să fie de origine cumană, la fel ca Desnățui, Vaslui, Covurlui, Teslui. Sărăceaua provine clar de la sărăcie, poate că  acesta  să fi fost și numele așezării de lângă balta omonimă, dispărută și ea.
Numele de Boureni pare să indice niște locuitori provenind dintr-un sat dispărut, care se numise Bour. Satul actual mai degrabă își trage numele de la moșia Boureni, de lângă Dobridor și Moțăței.
Băilești este satul întemeiat de unul Băilă, acesta fiind un nume vechi românesc.
Satul Amzulești a fost întemeiat de unul Amza. Între timp s-a împărțit în două, Amzuleștii Afumați și Amzuleștii de jos, asta prin secolul al XVIII-lea, pentru că acum este doar unul singur, Afumați.
Numele de Bârca pare să fie cel mai vechi, probabil de origine dacică, precum Bârsa, Bârlad sau Bârzava, radicalul bâr  însemnând oaie. Mai există și antroponimicul masculin Bârcă, cu un eventual echivalent feminin, Bârca.
Numele de Siliștea Crucii arată că acolo a mai fost un sat, o seliște, conform termenului slavon, marcată de o cruce.
Satul Urzica dezvoltându-se, o parte dintre locuitori  au roit , adică s-au mutat mai încolo, mai aproape de ogoarele lor, formând un pui de sat, Urzicuța, care este mai mare acum decât matca sa. La fel s-a întâmplat cu Galicea-Galiciuica, Cioroi-Cioroiași, sau cu satele numite nou sau vechi, se sus sau se jos, din față sau din dos, etc.Exemplul contemporan este cu satul Rast, unde, în urma inundațiilor din 2006, o parte din locuitori s-au mutat mai sus, la 6 km distanță, formând Rastul Nou.
Uneori satelor li se schimbă numele de către autorități, Cârna devenind Dunăreni și Risipiți – Unirea. Schimbări au avut loc și în vechime, satul Urâți devenind Negoi și Strâmba devenind Catane. Aici ar mai fi de spus câte ceva și anume că strâmb și covei sunt aproape sinonime, așadar  nu este numai o apropiere geografică între cele două sate, dar și etimologică oarecum.
Cât despre numele mai nou al satului, CATANE, pare să provină de la cătană, termen ce denumește soldații în Ardeal, de la ungurescul katona, dar aceasta s-ar adeveri dacă s-ar găsi documente care să ateste existența unor cătane austriece în zonă, în cursul ocupației austriece a Olteniei din perioada 1718-1739, sau din timpul războaielor ulterioare, cu turcii. În acest caz, numele ar trebui să sune însă Cătane, cu ă ,cuvântul catane, cu a, însemnând în limba română veche fiare sălbatice carnivore, de la latinescul cattus – pisică.

## Diverse
Prin anii 20-30 ai secolului XX în împrejurimile Coveiului au bântuit și ceva tâlhari de drumul mare, care furau vitele de la pășune și-i jefuiau pe drumeții întârziați.Se pare că stăteau ascunși mai ales în pădurea Băileștilor. Oamenii mai bogați nu plecau la drum fără revolver sau pușcă. Se zice că tâlharii respectivi au tăiat o bucată de carne dintr-o vacă vie, ca să o mănânce.
În septembrie 1944 armata sovietică a trecut și prin Covei, de unde a căpătat pâine, brânză și ouă pentru 1000 de oameni, după cum atestă o chitanță scrisă cu creionul, atât rusește cât și românește, semnată de lt. maj. Mimorenco.
În perioada august-septembrie 1944 se puteau  vedea și auzi de la Covei  exploziile din luptele de pe Dunăre, cu convoaiele germane. S-a putut urmări și o luptă aeriană, deasupra Băileștiului.
În timpul războiului copiii de la școală erau duși să adune panglicile de magneziu, aruncate de americani și șă caute spioni prin tufișuri. Americanii au mai aruncat atunci și obiecte- capcană, care explodau în mâinile copiilor.

## Personalități ale satului
Din informațiile actuale, rămân de amintit Vasile Popa Măceșanu, poet ocazional, Eliza Radu, care a activat în cadrul cenaclului Traian Demetrescu de la Electroputere, publicând versuri prin ziare,reviste și antologii,  dr. Ing. Victoria Șuta, cercetător în domeniul horticol, cu multe lucrări publicate în țară și în străinătate. L-aș adăuga și pe preotul Gabriel Cocora, al cărui tată, Pascu Cocora, era din Covei, preotul activând însă la Buzău, unde a publicat multe lucrări de istorie și muzicologie, precum și monografii. In calitate de sportiv este de adaugat Dinu Dumitru cunoscut si ca 'Mita', un fotbalist deosebit, foarte cunoscut in judetul Dolj.